# Scaphochlamys concinna
Scaphochlamys concinna är en enhjärtbladig växtart som först beskrevs av John Gilbert Baker, och fick sitt nu gällande namn av Richard Eric Holttum. Scaphochlamys concinna ingår i släktet Scaphochlamys och familjen Zingiberaceae. Inga underarter finns listade i Catalogue of Life.